# Populus angustifolia
Populus angustifolia là một loài thực vật có hoa trong họ Liễu. Loài này được E. James miêu tả khoa học đầu tiên năm 1823.

## Hình ảnh

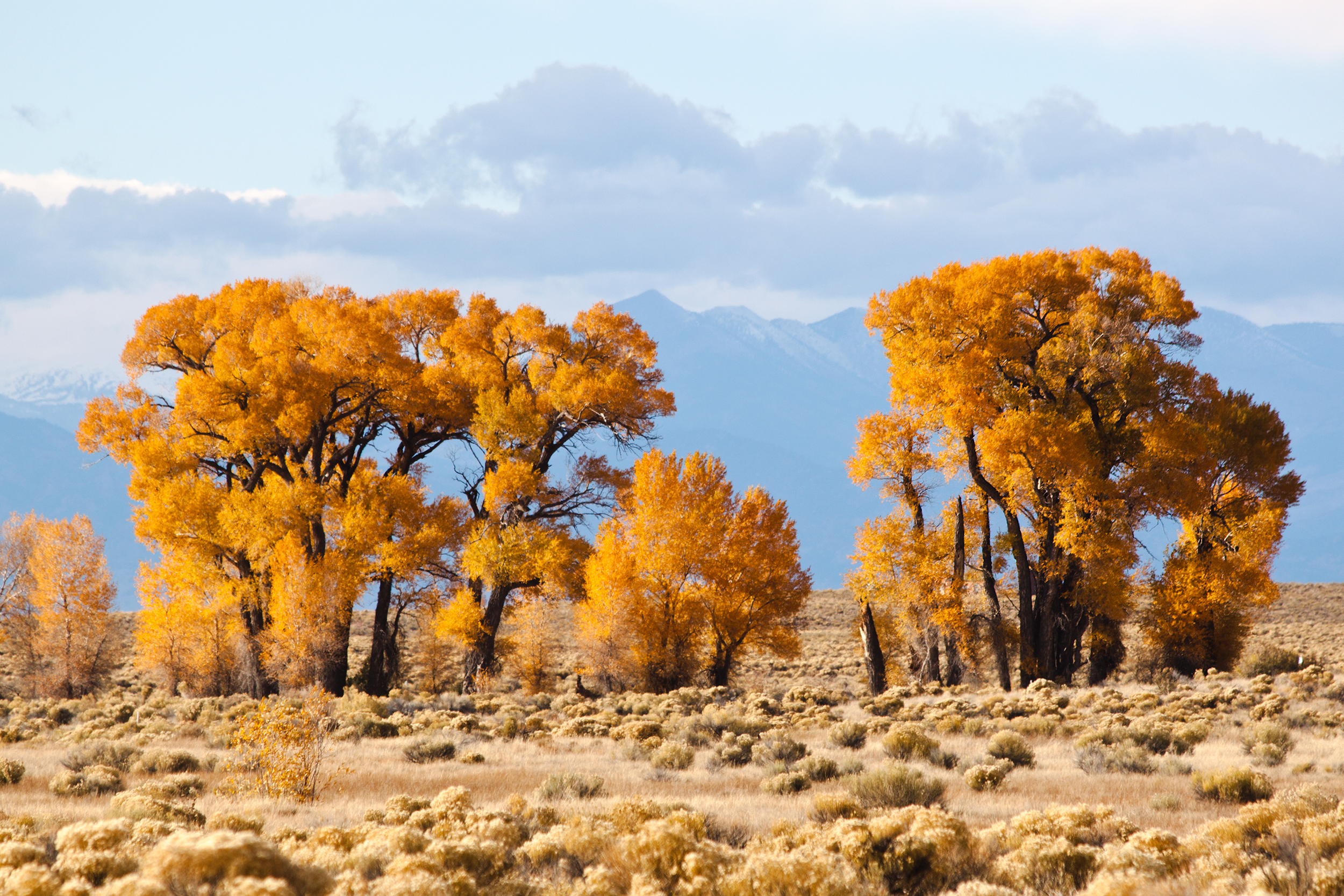
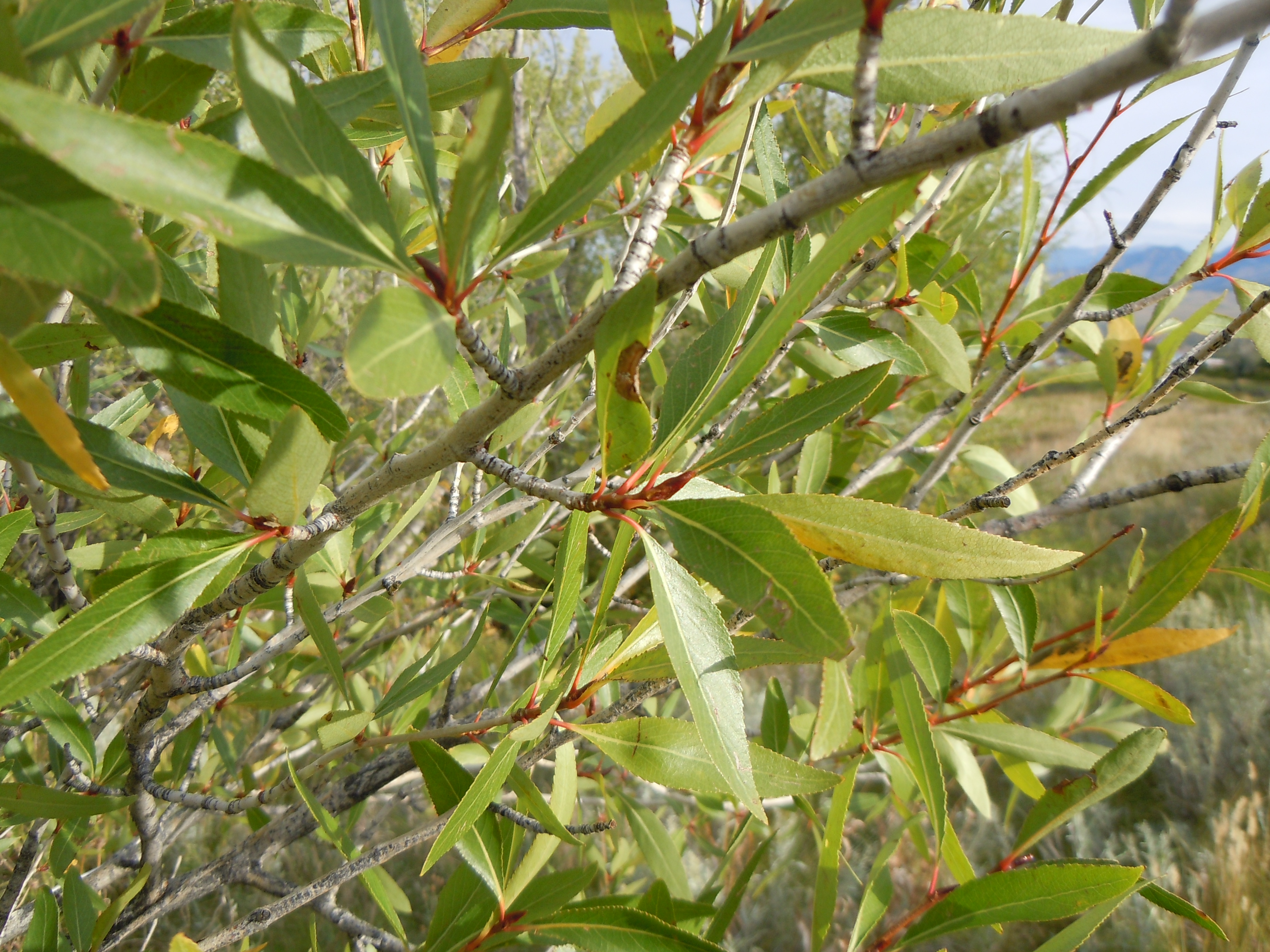